# Iwan Jumaszew

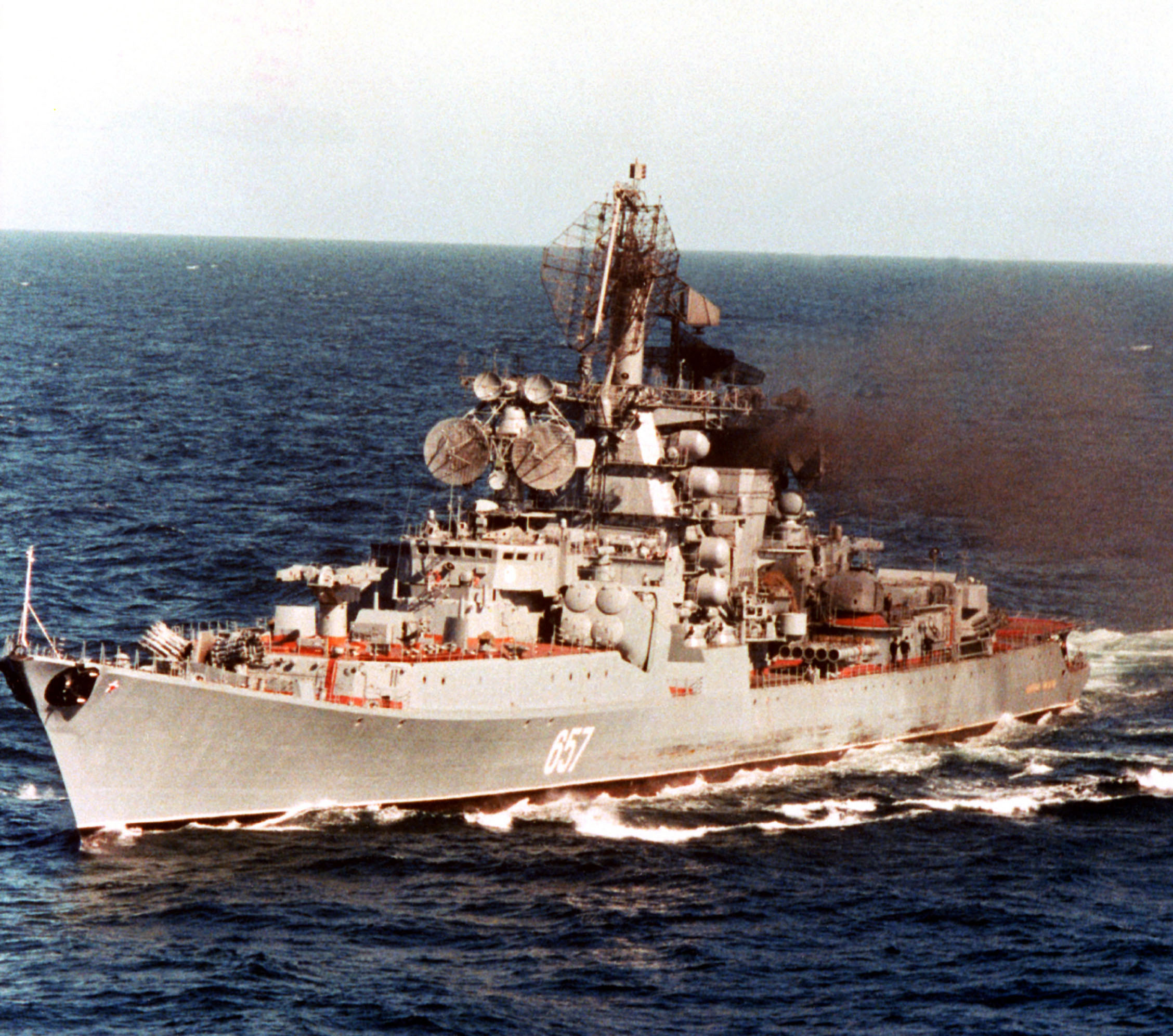
Krążownik „Admirał Jumaszew”, 1982

Iwan Stiepanowicz Jumaszew, ros. Иван Степанович Юмашев (ur. 27 września?/9 października 1895 w Tyflisie, zm. 2 września 1972 w Leningradzie) – radziecki admirał, uczestnik II wojny światowej, zastępca ministra obrony ZSRR i naczelny dowódca Sił Morskich ZSRR, minister Sił Morskich ZSRR (1950–1951), Bohater Związku Radzieckiego (1945), deputowany do Rady Najwyższej ZSRR II kadencji (1946–1950).

## Życiorys

### Dzieciństwo i młodość
Urodził się w Tyflisie w Gruzji w rodzinie robotnika kolejowego, z pochodzenia Rosjanin. W 1912 został wcielony do wojska, służył jako marynarz we Flocie Bałtyckiej. Po wybuchu rewolucji październikowej członek komitetu marynarzy.
W 1918 wstąpił do Armii Czerwonej, a od 1919 służył w marynarce wojennej. W trakcie wojny domowej służył na okrętach Flotylli Astrachańsko-Kaspijskiej i Wołżańsko-Kaspijskiej.

### Okres międzywojenny
Po zakończeniu wojny domowej służył w Flocie Bałtyckiej. W latach 1920–1921 oficer artylerii na pancerniku „Pietropawłowsk”, a następnie zastępca dowódcy pancernika. W 1925 ukończył kurs nawigatorów, a następnie służył jako nawigator na niszczycielach „Lenin” i „Wojkow”. W 1926 przeniesiony do Floty Czarnomorskiej, gdzie został starszym zastępcą dowódcy krążownika „Komintern”. W 1927 został dowódcą niszczyciela „Dzierżyński”. W 1932 ukończył kurs dowódców okrętów przy Wojskowej Akademii Morskiej i został dowódcą krążownika „Profintern” (później nosił nazwę „Krasnyj Krym”). W 1934 został dowódcą dywizjonu niszczycieli Floty Czarnomorskiej, a w 1935 dowódcą brygady krążowników.
We wrześniu 1937 został szefem sztabu Floty Czarnomorskiej a w styczniu 1938 dowódcą Floty Czarnomorskiej.

### II wojna światowa
W marcu 1939 został dowódcą Floty Oceanu Spokojnego i dowodził nią do 1947. Znacząco przyczynił się do rozwoju i umocnienia floty, budowy bazy marynarki wojennej ZSRR oraz obrony wybrzeża na Dalekim Wschodzie. 4 czerwca 1940 został mianowany na stopień wiceadmirała, a 31 maja 1943 admirała. Od sierpnia do września 1945 wspólnie z wojskami 1. i 2. Frontu Dalekowschodniego brał udział w pokonaniu Armii Kwantuńskiej oraz zajęciu Sachalina i Wysp Kurylskich.
Za dowództwo flotą w walkach z wojskami japońskimi, 14 września 1945 został nagrodzony tytułem Bohatera Związku Radzieckiego i Orderem Lenina.

### Okres powojenny
W styczniu 1947 został zastępcą ministra obrony ZSRR i naczelnym dowódcą Sił Morskich ZSRR, a w lutym 1950 ministrem Sił Morskich ZSRR. W latach 1946–1950 był deputowanym do Rady Najwyższej ZSRR II kadencji.
W 1951 został komendantem Wojskowej Akademii Morskiej im. Klimienta Woroszyłowa i funkcję tę pełnił do 1957 kiedy przechodzi do rezerwy.
Zmarł w dniu 2 września 1972 w Leningradzie i został pochowany na cmentarzu Serafimowskim.
Imię Admirał Jumaszew nosił krążownik rakietowy projektu 1134A, służący w flocie radzieckiej w latach 1977–1993.

## Odznaczenia
- Medal „Złota Gwiazda” Bohatera Związku Radzieckiego (14 września 1945)
- Order Lenina – sześciokrotnie
- Order Czerwonego Sztandaru – trzykrotnie
- Order Czerwonej Gwiazdy
- Medal „100-lecia urodzin Lenina”
- Medal „Za zwycięstwo nad Niemcami w Wielkiej Wojnie Ojczyźnianej 1941–1945”
- Medal jubileuszowy „Dwudziestolecia zwycięstwa w Wielkiej Wojnie Ojczyźnianej 1941–1945”
- Medal jubileuszowy „XX lat Robotniczo-Chłopskiej Armii Czerwonej”
- Medal jubileuszowy „30 lat Armii Radzieckiej i Floty”
- Medal jubileuszowy „40 lat Sił Zbrojnych ZSRR”
- Medal jubileuszowy „50 lat Sił Zbrojnych ZSRR”
- Order Odrodzenia Polski I klasy (1949)[3]